# Grom Wolsztyn
Grom Wolsztyn – polski klub piłkarski, który swoją siedzibę ma w Wolsztynie i został założony w 1945 roku.

## Historia klubu
Klub został założony 7 kwietnia 1945 roku pod nazwą Klub Sportowy „Grom” Wolsztyn. W styczniu 1947 roku w wyniku połączenia się Gromu Wolsztyn i Kolejowego Klubu Sportowego „Kolejarz” Wolsztyn powstał KKS „Grom–Kolejarz” Wolsztyn. W tym samym roku zespół grał w Klasie B, która była wtedy III poziomem rozgrywek, co pozostaje najlepszym sukcesem drużyny. W kwietniu 1965 roku zmieniono nazwę klubu na Międzyzakładowy Klub Sportowy „Grom” Wolsztyn oraz zdecydowano o powiększeniu klubu o inne dyscypliny sportowe. 28 stycznia 1977 roku Grom przeszedł pod opiekę Fabryki Akcesoriów Meblowych w Wolsztynie (późniejszy Wolmet) i zmieniono nazwę klubu na MZKS „FAM” Wolsztyn. 28 stycznia 1989 roku przywrócono nazwę „Grom”, a 15 lipca 1994 roku ostatecznie zmieniono ją na Klub Sportowy „Grom” Wolsztyn. W latach 2013–2014 przeprowadzono gruntowny remont stadionu na którym występuje zespół. W sezonie 2019/2020 drużyna występuje w leszczyńskiej grupie klasy okręgowej.

### Historyczne nazwy
- 04.1945 – Klub Sportowy „Grom” Wolsztyn
- 01.1947 – Kolejowy Klub Sportowy „Grom-Kolejarz” Wolsztyn
- 04.1965 – Międzyzakładowy Klub Sportowy „Grom” Wolsztyn
- 01.1977 – Międzyzakładowy Klub Sportowy „FAM” Wolsztyn
- 01.1989 – Międzyzakładowy Klub Sportowy „Grom” Wolsztyn
- 07.1994 – Klub Sportowy „Grom” Wolsztyn[1]

## Sukcesy
- Klasa B (III poziom): 1947[1]

## Stadion
Grom rozgrywa mecze na Stadionie Ośrodka Sportu i Rekreacji im. Józefa Piłsudskiego, który został otwarty 14 czerwca 1931 roku i mieści się przy ul. Bohaterów Bielnika 30 w Wolsztynie. Dane techniczne obiektu:
- pojemność: 1000 (400 siedzących)
- oświetlenie: kilka masztów
- wymiary boiska: 102 m x 65 m